# سنگ‌نگاره پادشاهی اردشیر بابکان
سنگ‌نگاره پادشاهی اردشیر بابکان یکی از سنگ‌نگاره‌های اردشیر بابکان است که در فیروزآباد قرار دارد. در این سنگ‌نگاره اهورامزدا و اردشیر بابکان در مقابل هم ایستاده‌اند و اهورامزدا در حالی که حلقهٔ پادشاهی را از روی محراب آتش به دست اردشیر می‌دهد، وی را به شاهی منصوب می‌نماید. در پشت سر اردشیر، ولیعهد شاپور و دو شاهزادهٔ دیگر ایستاده‌اند. ابعاد: ۷ متر در ۷۰/۳ متر. نقوش بسیار موزون ترسیم شده و نمای نیمرخ دارند و چیدمان آن‌ها مانند نقش برجستهٔ مهرداد دوم در بیستون است. با این وجود، سنگ‌تراشی این نقش به شدت از آثار اشکانیان فاصله گرفته و به الگوهای متداول هخامنشیان گرایش یافته‌است.
این اثر مربوط به دوره ساسانیان است و در فیروزآباد، کیلومتر ۳ و ۵ جاده فیروزآباد به شیراز واقع شده و در کنار "سنگ‌نگاره پیروزی اردشیر بابکان" با نام "دو نقش برجسته" در تاریخ ۱۲ اسفند ۱۳۱۵ با شمارهٔ ثبت ۲۶۸ به‌عنوان یکی از آثار ملی ایران به ثبت رسیده‌ است.

## دیهیم گذاری
دیهیم گذاری به تکرار موضوع سنگ‌نگاره‌های ساسانیان قرار گرفت. منشأ آن، و مفهوم دقیق شیء حلقه مانندی که خداوند آن را ارزانی می‌دارد ظاهراً به رشته‌ای از آداب و سنن باز می‌گردد؛ از نقش برجستهٔ هزارهٔ سومِ آنوبانی‌نی در سرپل ذهاب، که در آن الهه‌ای حلقه‌ای را به پادشاه می‌دهد؛ تا نقش برجستهٔ داریوش در بیستون، با نقش مردی بالدار که از دایره‌ای پدیدار شده و حلقه‌ای در دست دارد، که عموماً به عنوان اهورامزدا شناخته می‌شود، و بالاخره تجسم پیکرهٔ بالدار در تخت جمشید.
اخیراً برخی از پژوهش‌گران نشانِ تفویضِ اعطایی را یک حلقه و بعضی دیگر آن را یک دیهیم دانسته‌اند. با توجه به مدارک موجود، می‌توان چنین پنداشت که قالب اصلی به صورت حلقه بوده و با گذشت زمان به دیهیم تغییر شکل داده‌است.
به عقیدهٔ کی. اِردمن (K. Erdmann)، چنین نیست که تمام نقش برجسته‌های مربوط به دیهیم گذاری لزوماً مربوط به آغاز حکومت یک پادشاه باشند، بلکه ممکن است به‌طور پی در پی و به نشان قدردانی از لطف الهی، در تمام دوران حکومت وی حکاکی شده باشند. ولادیمیر گریگورویچ لوکونین با استناد به طرح‌های حکاکی شده بر روی سکه‌ها اظهار می‌کند که تمامی سنگ نگاره‌های اردشیر به سال‌های ۲۳۵-۲۴۰، یعنی آخرین دورهٔ حکومت وی بازمی‌گردند. گرچه این نظریه مشکلاتی را نیز به همراه دارد؛ وانگهی تمام تلاش‌هایی را که برای درک روند تکامل سبک حکاکی‌ها صورت گرفته‌است، بی‌ارزش می‌سازد، به خصوص اگر نقش برجستهٔ نبرد فیروزآباد مطابق گفتهٔ لوکونین مربوط بدان سال‌ها باشد.

## ثبت جهانی
این اثر در کنار هفت اثر دیگر باستانی استان فارس، مجموعا به شمار هشت سایت باستانی در سه منطقه باستانی، زیر عنوان چشم‌انداز باستان‌شناسی ساسانی منطقه فارس، (در منطقه‌های فیروزآباد، بیشاپور، سروستان در جنوب غربی استان فارس) در نشست ۳۰ ژوئن ۲۰۱۸ کمیته میراث جهانی یونسکو به ثبت جهانی رسیدند تا تعداد آثار ایرانی ثبت شده در میان میراث جهانی یونسکو به عدد ۲۳ و آثار استان فارسی به عدد ۵ برسد.

## ثبت در فهرست آثار ملی
این اثر در کنار اثر سنگ‌نگاره پیروزی اردشیر بابکان با نام "دو نقش برجسته" در تاریخ ۱۲ اسفند ۱۳۱۵ با شمارهٔ ثبت ۲۶۸ به‌عنوان یکی از آثار ملی ایران به ثبت رسیده‌اند.

## نگارخانه

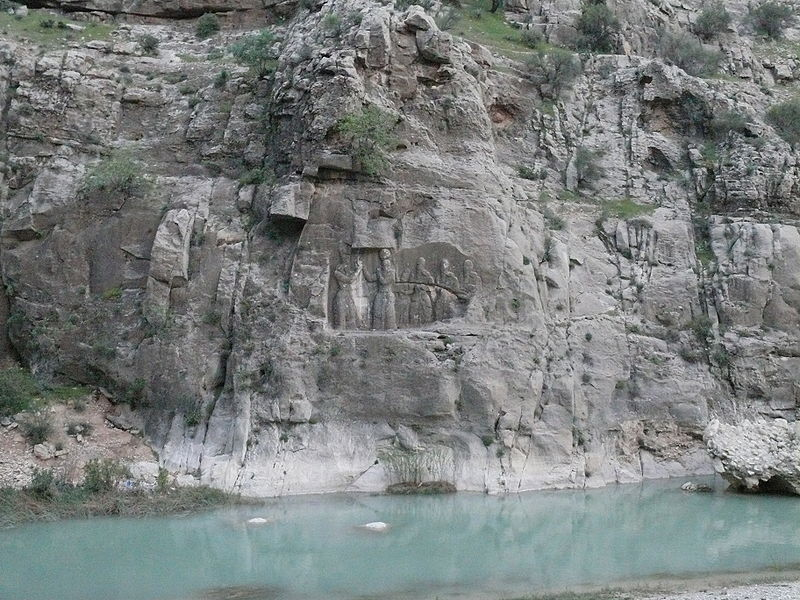
سنگ‌نگاره دیهیم‌ستانی اردشیر
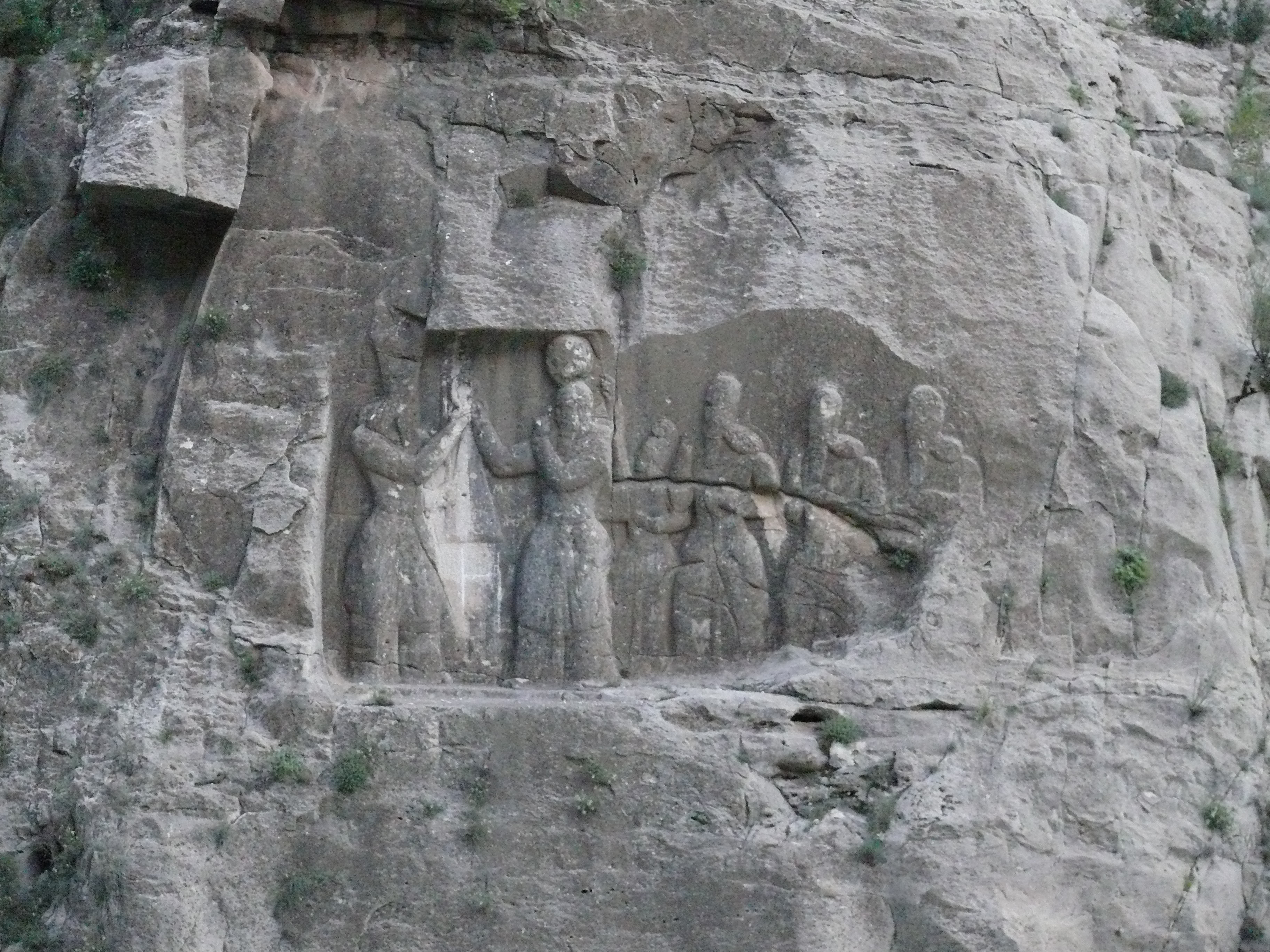
دیهیم‌ستانی اردشیر